# Karl Maximilian von Dietrichstein

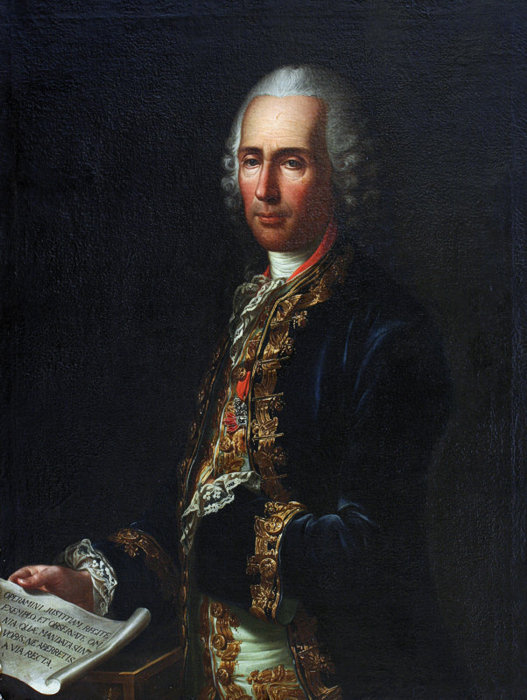
Karel Maxmilian Dietrichstein – Josef Hickel (1773)

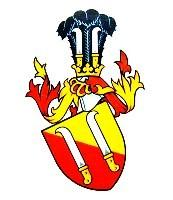
Stammwappen derer von Dietrichstein

Karl Maximilian von Dietrichstein (* 28. April 1702 in Brünn; † 24. Oktober 1784 ebenda) war von 1738 bis 1784 der 6. Reichsfürst von Dietrichstein zu Nikolsburg, gefürsteter Graf zu Tarasp, Freiherr zu Hollenburg, Finkenstein und Thalberg, ein österreichischer Adeliger, Staatsmann, Besitzer zahlreicher Herrschaften, Inhaber wichtiger Hofämter, kaiserlicher Geheimer Rat und Obersthofmarschall, Ritter des Ordens von Goldenen Vlies und übernahm von seinem mütterlichen Großvater 1769 den Titel Graf von Proskau, das Wappen und den Besitz der erloschenen Grafen von Proskau.

## Herkunft

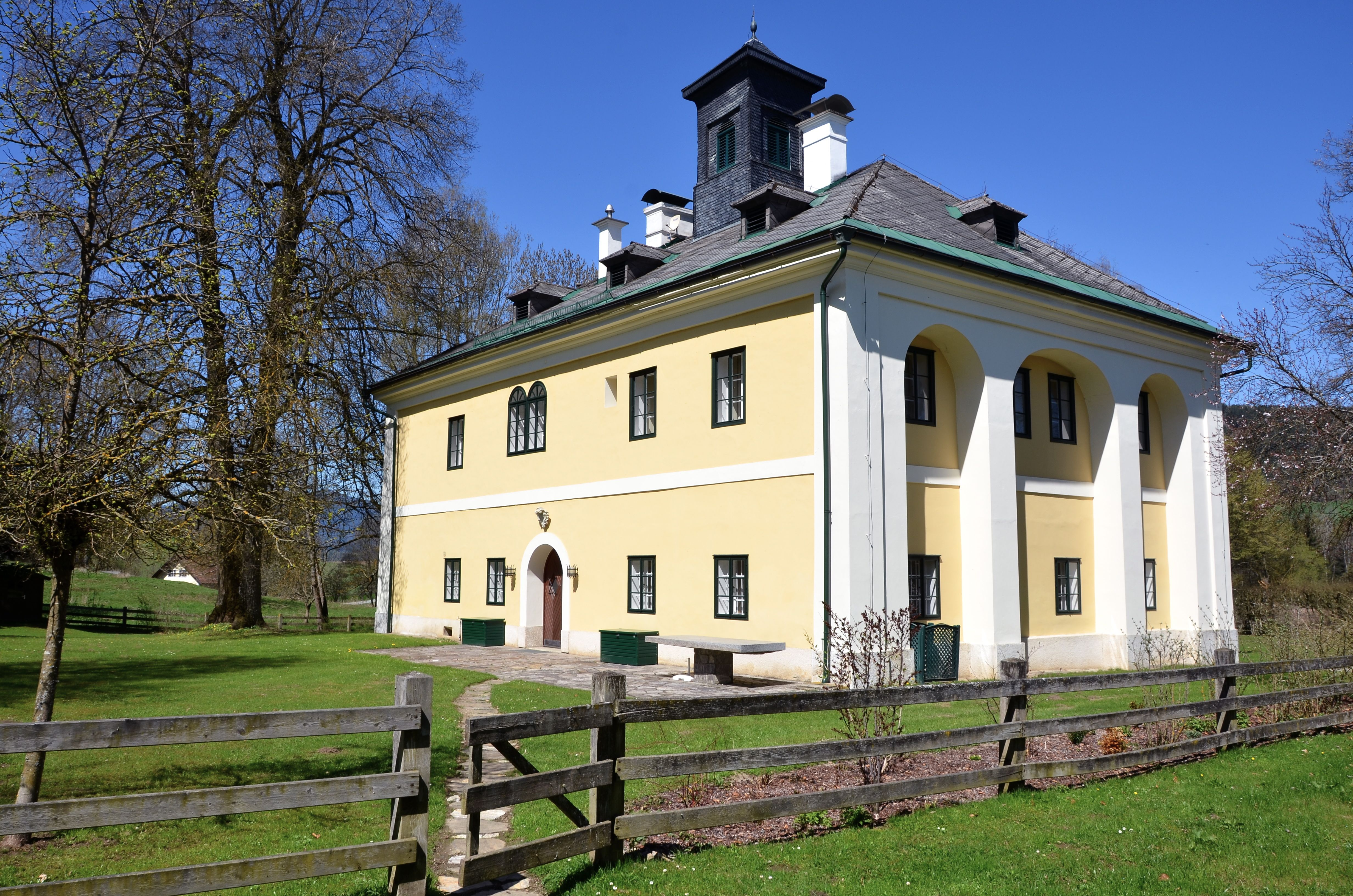
Schloss Dietrichstein, Kärnten

Karl Maximilian stammte aus dem österreichischen Uradelsgeschlecht von Dietrichstein und zwar der Linie zu Nikolsburg, die 1514 in den Reichsfreiherrnstand und 1600 bzw. 1612 in den Reichsgrafenstand erhoben worden war. Bereits 1622 erlangte aus seiner Linie Graf Franz Seraph von Dietrichstein (* 1570; † 1636), seit 1599 Kardinal und Fürst-Bischof von Olmütz 1622 den Reichsfürstenstand, der an dessen Neffen – in Primogenuturerbfolge – weitergegeben wurde.
Der Vater von Karl Maximilian war Walther Franz Xaver 5. Reichsfürst von Dietrichstein gefürsteter Graf von Trasp (1708–1738) (* 18. September 1664; † 3. November 1738) Ritter des Ordens vom Goldenen Vlies. Über dessen Mutter, Maria Elisabeth Gräfin von Eggenberg (* 26. September 1640; † 19. Mai 1715) war Karl Maximilian nicht nur mit den mächtigen Fürsten von Eggenberg verwandt, sondern über deren Mutter, Anna Maria Markgräfin von Brandenburg–Bayreuth (* 1609; † 1680) ein Nachkomme der ersten Familien des Heiligen Römischen Reiches – u. a. von Kaiser Ferdinand I. und von Johanna „der Wahnsinnigen“ Königin von Kastilien († 1555). Er war dadurch auch mit den zu seiner Zeit herrschenden Habsburgern verwandt.
Die Mutter von Karl Maximilian, Karolina Maximiliana Gräfin von Proskau (* 2. September 1674; † 9. September 1734) die seit 30. August 1693 – als dessen zweite Ehefrau – mit seinem Vater verheiratet war. Sie stammte väterlicherseits aus schlesischem Uradel der Familie Proskowski – die enge Verbindungen zu Familien des böhmischen Herrenstandes hatte – und besaß über ihre Mutter, Maria Rosalia Reichsgräfin von Thurn-Valsassina-Como-Vercelli zahlreiche italienische Vorfahren, wie die das Haus Gonzaga, die Este, die Colonna und die Orsini, die durch Maria Rosalia Eingang in die Ahnentafeln vieler österreichischer Adelsfamilien fanden.
Von seinen neun Geschwistern starben die meisten jung bzw. unvermählt. Zwei Schwestern hatten Nachkommenschaft:
- Maria Josepha Antonia Gräfin von Dietrichstein (* 26. September 1694; † ?) war seit dem 25. Februar 1717 mit Stephan Wilhelm Graf, später erster Reichsfürst Kinsky von Wchinitz und Tettau, k. k. wirklicher Geheimer Rat, Oberster Landmarschall und Statthalter in Böhmen, Ritter des Ordens vom Goldenen Vlies (* 1679; † 1749) vermählt.
- Maria Aloisia Franziska Gräfin von Dietrichstein (* 21. April 1700; † Brünn 13./17,1783) war seit dem 19. Dezember 1729 mit Michael Wenzel Graf von Althann (* 29. Juli 1668; † 25. Juli 1738), k. k. wirklicher Geheimer Rat und Kämmerer (Schauplatz des NÖ Adels, II. Band, S. 252)

## Leben

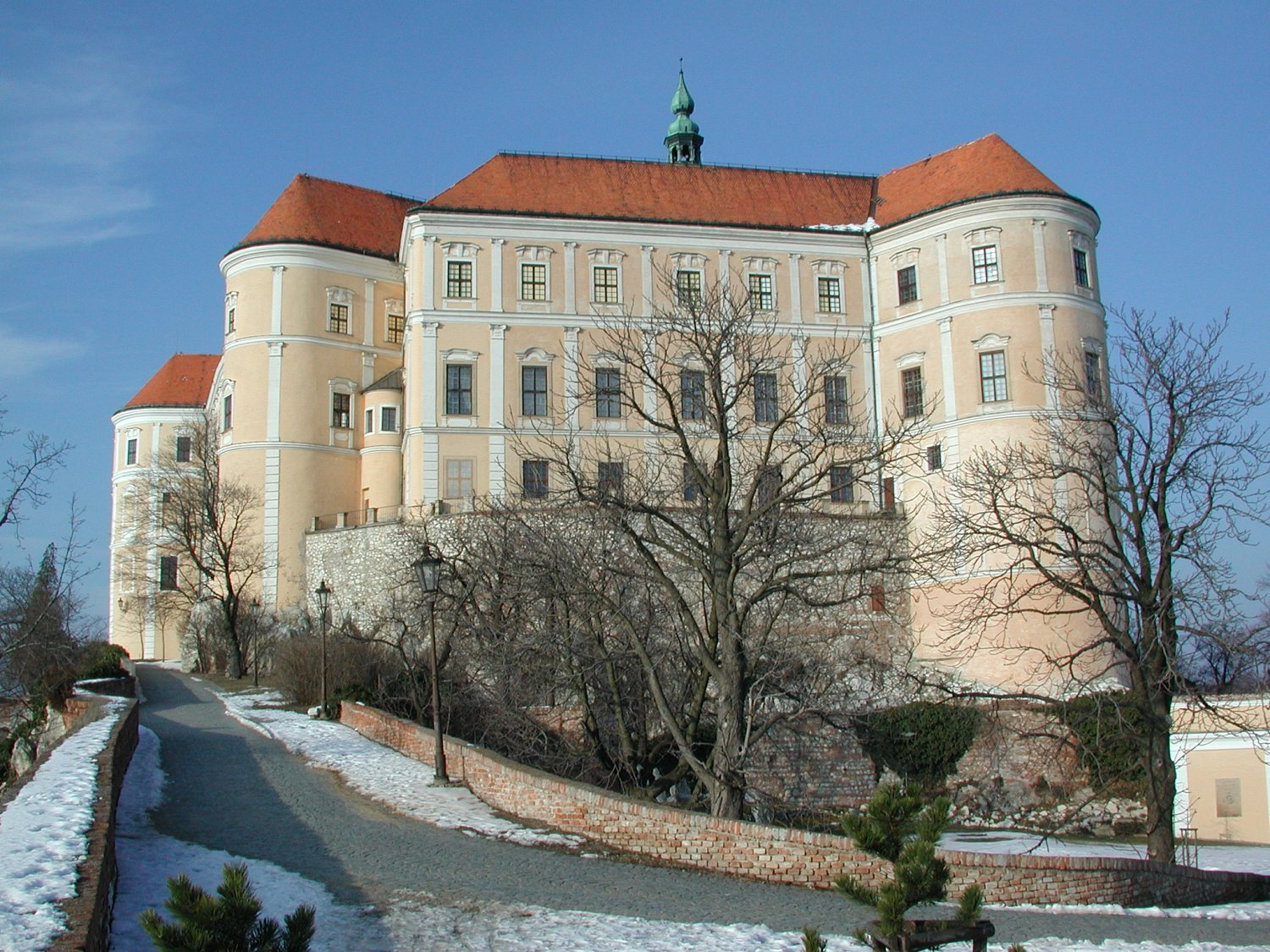
Schloss Nikolsburg, Mähren

Karl Maximilian wurde als achtes Kind und dritter Sohn des 5. Reichsfürsten von Dietrichstein geboren, hatte daher angesichts der in seinem Hause geltenden Primogenitur bezüglich des Fürstentitels keinerlei Aussicht auf die Nachfolge, sah sich daher als jüngerer Sohn bereits in einer kirchlichen Laufbahn. Er genoss eine gute Erziehung durch Privatlehrer und unternahm die übliche Kavalierstour durch Europa.
Wegen der hohen Kindersterblichkeit war er schließlich der älteste lebende Sohn des 5. Fürsten von Dietrichstein und trat im Jahre 1738 zusammen mit seinem Bruder Leopold das Erbe seines Vaters an. Mit der brüderlichen Erbteilung vom 22. Juni 1739 fielen Leopold die Herrschaften Boskowitz und Sokolnitz zu. Neben dem Titel eines Reichsfürsten und gefürsteten Grafen von Trasp, bestand Karl Maximilians Erbe aus einem umfangreichen Besitz an Herrschaften und Landgütern. Neben der Stammherrschaft seiner Linie – Nikolsburg in Mährern, zählten dazu die Herrschaften Hollenburg, Finkenstein, Thalberg, sowie Kanitz, Leipnik, Weißenkirchen, Groß-Selowitz in Mähren und Libochowitz, Budin, Polna, Pomeißl und Wällischbrücken in Böhmen. Hinzu kamen die Herrschaften Proskau und Klein Strehlitz in Schlesien als Erbe seines mütterlichen Großvaters, des Grafen von Proskau.

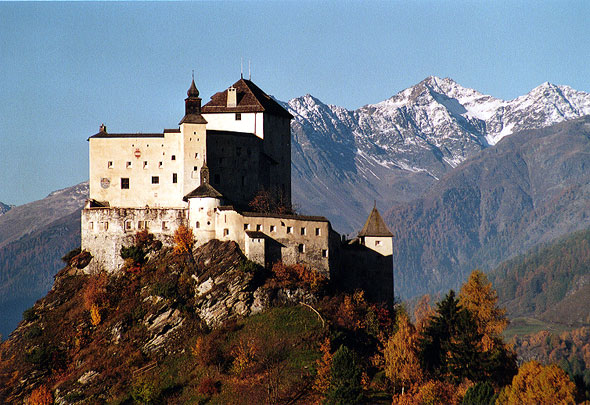
Schloss Tarasp, Graubünden

Zugleich bekleidete Karl Maximilian eine Reihe von Hofämtern. Er war kaiserlicher Kämmerer, Oberst-Erblandmundschenk im Herzogtum Kärnten, wurde 1783 nach dem Ableben des Grafen Dismas von Dietrichstein zum Senior seines Hauses und damit Oberst-Hofmeister und Obersterbland-Jägermeister im Herzogtum Steiermark.
Er nahm als Reichshofrat und später als Mitglied des Geheimen Rates einen nicht unerheblichen Einfluss auf die Regierungsgeschäfte in den Erbländern, wie im Reich in den schwierigen Zeiten aus, in denen Kaiser Karl VI. bemüht war, in Ermangelung von Söhnen die weibliche Erbfolge seiner Tochter Maria Theresia Erzherzogin von Österreich durch die „Pragmatische Sanktion“ abzusichern. Später stand er der jungen Maria Theresia, die zugleich auch Königin von Böhmen und Königin von Ungarn war in den ersten Jahren ihrer selbständigen Herrschaft als Berater zur Seite. Ab 1745 diente er zehn Jahre lang dem Gemahl von Maria Theresia, Kaiser Franz I. Stephan (1745–1765) aus dem Haus Lothringen als kaiserlicher Oberst-Hofmarschall. Im Jahre 1749 wurde er mit der Nummer 733 gemeinsam u. a. mit Alexander Ferdinand Fürst von Thurn und Taxis († 1773), Johann Wilhelm 2. Fürst von Trautson († 1775), Wenzel Anton Graf (ab 1764 Reichsfürst) von Kaunitz-Rietberg († 1794) und Ferdinand Bonaventura II. Graf von Harrach († 1778) Ritter des Ordens vom Goldenen Vlies. Fürst Karl Maximilian legte 1754 sein Amt als Oberst-Hofmarschall zurück, um sich der Verwaltung seiner ausgedehnten Besitzung zu widmen. Auf Grund des Testamentes seines mütterlichen Großvaters, des Grafen Georg Christoph von Proskau erbte er nach dem Tod seines Cousins, der als Letzter seines Hauses am 29. Juli 1769 verstarb, den Titel, das Wappen und den Besitz der erloschenen Grafen von Proskau, der neben den schlesischen Herrschaften Proskau und Klein Strehlitz auch in einem bedeutenden Geld-Fideikommiss bestand. Im folgenden Jahr 1770 trat er jedoch – unter Vorbehalt des Titels eines Grafen von Proskau und des Wappens – diese Vermögenswerte an seinen ältesten Sohn ab. Während seiner 44 Jahre dauernden Regierung als Fürst hatte er sich sehr erfolgreich um die Ausweitung seines Besitzes bemüht, so hatte er u. a. die Herrschaften Groß-Selowitz, Groß-Niemtschitz und Urspitz erworben. Karl Maximilian starb am 24. Oktober 1784 im Schloss zu Nikolsburg (heute Mikulov in Südmähren). in einem für damalige Zeiten sehr hohem Alter von 83 Jahren und wurde in der dortigen Familiengruft bestattet. Kurz vor seinem Tod musste er noch mitansehen, wie ein Großteil der Stadt Nikolsburg durch einen Großbrand eingeäschert wurde.

## Ehe und Nachkommen

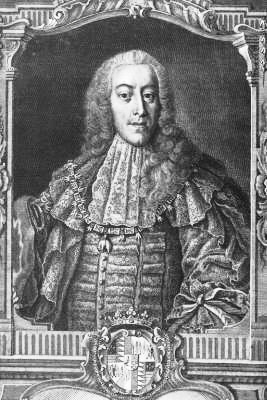
Johann Joseph Fürst von Khevenhüller-Metsch, Schwager von Fürst Karl Maximilian von Dietrichstein

Karl Maximilian vermählte sich im Alter von 23 Jahren mit Maria Anna Reichsgräfin Khevenhüller, Sternkreuzordensdame, (* 25. März 1705 in Klagenfurt; † 4. Oktober 1764 in Wien). Sie war eine Tochter des Grafen Sigmund Friedrich von Khevenhüller von 1698 bis 1712 Landeshauptmann von Kärnten, ab 1725 Reichsgraf von Hohenosterwitz und Annapichl (* 1666; † 1742) und dessen Gemahlin Ernestine Gräfin von Orsini und Rosenberg. Seine Gemahlin war eine Schwester von Johann Joseph von Khevenhüller-Metsch (* 1706; † 1776), kaiserlicher Staats- und Konferenzminister und Obersthofmeister und seit 1764 erster Reichsfürst von Khevenhüller-Metsch.
Von seinen elf Kindern überlebten nur wenige das Kindesalter
- Karl Johann Baptist Walter 7. Reichsfürst von Dietrichstein zu Nikolsburg (* 27. Juni 1728 in Nikolsburg; † 25. Mai 1808 in Wien) ⚭ 1.) am 30. Jänner 1764 in Wien Maria Christina Gräfin von Thun-Hohenstein (* 25. April 1738; † 4. März 1788); ⚭ 2.) am 23. Juli 1802 Maria Anna von Baldauff (* 6. Februar 1757; † 25. Februar 1815)
- Franz de Paula Carl Joseph Reichsgraf von Dietrichstein-Nikolsburg (* 13. Dezember 1731 in Wien; † 29. November 1813 in Wien) ⚭ 25. April 1770 in Wien Maria Karoline Freiin von Reischach (* 8. Oktober 1740 in Nancy; † 11. Oktober 1782 in Wien)
- Maria Josepha Anna Barbara Reichsgräfin von Dietrichstein-Nikolsburg, Sternkreutzordensdame, (* 2. November 1736; † 21. Dezember 1799 in Wien) ⚭ am 20. Mai 1754 in Wien Ernst Guido Reichsgraf von Harrach zu Rohrau und Thannhausen (* 8. September 1723; † 23. März 1783)